# Grundlagen der Geopolitik
Grundlagen der Geopolitik: Die geopolitische Zukunft Russlands (russisch Основы геополитики (геополитическое будущее России)) ist ein Buch des nationalistischen bzw. nationalbolschewistischen russischen Politikers und Politikwissenschaftlers Alexander Dugin aus dem Jahr 1997. Dugin entwickelt darin die geopolitischen Theorien Halford Mackinders und Karl Haushofers fort und beschreibt Ansätze, den Einfluss der Vereinigten Staaten zurückzudrängen und Russland als Großreich zur Weltmacht zu entwickeln. Die Publikation hat in der Russischen Föderation, aber auch außerhalb zum Teil erhebliche Resonanz erfahren.

## Inhalt
Für Dugin, Ideengeber der russischen Neuen Rechten und Verfechter eines Neo-Eurasismus, sollte das Ziel der russischen Außenpolitik darin bestehen, die kulturelle und militärische Dominanz der USA zu beenden. Hierzu beschreibt er für unterschiedliche Staaten und Regionen entsprechende Zielvorgaben.
- Deutschland soll in eine Achse Berlin-Moskau eingebunden werden. Hierbei soll Deutschland die Dominanz in den katholischen und protestantischen Ländern Mittel- und Osteuropas zugebilligt werden. Als „Belohnung“ für eine Kooperation soll Deutschland außerdem die Oblast Kaliningrad zurückerhalten.
- Die Ukraine sollte von Russland annektiert werden, weil „die Ukraine als Staat weder eine geopolitische, noch besondere kulturelle oder universelle Bedeutung, keine geografische Einzigartigkeit, keine ethnische Exklusivität hat, ihre bestimmten territorialen Ambitionen eine enorme Gefahr für ganz Eurasien darstellen und ohne Lösung des ukrainischen Problems, es im Allgemeinen sinnlos ist, über kontinentale Politik zu sprechen“. Die Ukraine darf nicht unabhängig bleiben, es sei denn, sie ist ein Cordon sanitaire, was unzulässig wäre.[3]
- Frankreich soll in einen deutsch-französischen Block eingebunden, die antiatlantischen Strömungen sollen unterstützt werden.
- Das Vereinigte Königreich soll vom restlichen Europa isoliert werden.
- Die USA sollen mithilfe der russischen Geheimdienste destabilisiert werden, beispielsweise indem ethnische, soziale und religiöse Spannungen angefacht werden.
- In Japan soll der Antiamerikanismus gestärkt werden. Als Dank für eine „Kooperation“ soll Japan die Kurilen erhalten.
- Dugin schlägt die Errichtung eines Pufferstaates aus chinesischen und mongolischen Gebieten zu China vor. Als Ausgleich soll Russland China dabei helfen, in Südostasien Dominanz zu erlangen.
- Russland und die islamische Welt teilen „traditionelle Werte“, so soll der Iran eng an Russland angebunden werden.
- Polen, Litauen und Lettland sollen der russischen Einflusssphäre zugeordnet werden und einen politischen Sonderstatus erhalten.
- Belarus, Georgien und Moldawien sollen als Bestandteile Russlands erachtet werden. Auch Finnland soll in Russland aufgehen. Die Mongolei soll Teil eines größeren „Eurasia-Russlands“ werden.
- Die christlich-orthodoxen Länder Europas wie Griechenland, Rumänien und Serbien werden als Bestandteil eines neuen dritten Roms gesehen und sollen Russland angegliedert werden.

## Rezeption
Das Werk wurde auf staatlicher russischer Ebene umfangreich rezipiert und wird als Lehrbuch an der Militärakademie des Generalstabes der Streitkräfte der Russischen Föderation und anderen Militärakademien verwendet. Mit Stand 2016 ist die vierte russische Auflage vergriffen. Für die Verbreitung dieses Werkes hat Dugin im Jahr 2000 die Website »www.geopolitika.ru« gegründet. Aktuell wird diese Webpräsenz von Leonid Savin (Chefredakteur) verwaltet und sie dient hauptsächlich der Vermarktung von Dugins Veröffentlichungen (Videos, Texte und Bücher).
Nach Meinung der CNN-Journalistin Brit McCandless Farmer (60 Minutes) könnte das Buch Einfluss auf die Außenpolitik von Wladimir Putin gehabt haben, die schließlich zur russischen Invasion in der Ukraine im Jahr 2022 führte. Für Andreas Umland sind dagegen Klassifizierungen Dugins als „Putins Hirn“ sowohl "politisch übertrieben als auch ideologisch irreführend". Putin sieht er eher durch Maksim Kalaschnikow beeinflusst.